# Machine à gaz numéro 11 à Differdange
 (juillet 2025).
La machine à gaz numéro 11 à Differdange ( Lux. : Gas Engine # 11 Déifferdenger short. Lux. : Groussgasmaschinn) est un moteur-générateur de la société Ehrhardt & Sehmer de Sarrebruck, alimenté en gaz de haut fourneau. On dit que c'est le plus gros moteur 4 cylindres jamais construit. Au moment de la construction, il s'agissait de la première grande machine du genre. C'est à Differdange que les moteurs à combustion à gaz de four dans la sidérurgie a été mise en place à grande échelle pour la première fois,.

## Spécifications techniques
Le système a été installé en 1938 et a coûté à la société HADIR  environ 20 millions de francs et le groupe électrogène lui-même 9 millions.
La machine dispose de 4 cylindres d'une capacité de 3000 litres chacun et, lorsque le gaz du four est brûlé, génère une puissance d'environ 7 à 8 mégawatts (environ 9 000 à 11 000 chevaux). Le volant d'inertie de l'alternateur a un diamètre de 11 mètres et pèse 350 tonnes. En fonctionnement, le volant d'inertie connecté tourne 94 fois par minute. L'usine n'a été mise en service qu'en 1942, la machine étant assemblée sur place à partir de pièces individuelles préfabriquées. L'usine pèsera au total 1 100 tonnes. La centrale au gaz de Differdange comptait au total 14 machines à gaz,,,.
Cette machine a fourni environ six megawatt d'énergie électrique de 1942 à 1979. En 1979, les hauts fourneaux ont été fermés et depuis lors, il n'y a plus eu de gaz de haut fourneau pour faire fonctionner le moteur-générateur.
La machine est située dans le hall des moteurs à gaz II, construit en 1906, dans lequel l'énergie pour l'aciérie de Differdange a été produite jusqu'en 1979.
La machine a été classée  comme monument historique luxembourgeois le 25 juillet 2008.

## Littérature
- Peter Feist : " Histoires de Differdange ". d'Lëtzebuerger Land n° 20, 17. Mai 2013, p. 31
- Christiane Walerich : Energie mécanique issue des gaz résiduels, woxx du 21. Décembre 2012.